# Šateikiai (stacja kolejowa)
Šateikiai (ros. Шатейкяй) – stacja kolejowa w miejscowości Papieviai, w rejonie płungiańskim, w okręgu telszańskim, na Litwie. Położona jest na linii Szawle – Kretynga.
Nazwa pochodzi od pobliskiej miejscowości Šateikiai.

## Historia
Stacja została otwarta w okresie międzywojennym.